# Ingeklede vergelijking
Een ingeklede vergelijking is een algebraïsch vraagstuk in de vorm van een tekst. P. Wijdenes zegt hierover (in Wiskunde voor accountants, dl. I, 1949): "Het is de gewoonte in de boeken eerst de theorie van de vergelijkingen te leren en daarna vraagstukken te geven, die met vergelijkingen kunnen worden opgelost. Het zijn eigenlijk deze, die aanleiding geven tot de eerste. De vergelijkingen, die men moet oplossen om de gestelde vragen te beantwoorden, zou men "uitgeklede" kunnen noemen."
Van eenvoudige ingeklede vraagstukken kan men de onderliggende vergelijking direct opschrijven; men ziet onmiddellijk, welke grootheid door de onbekende ({\displaystyle x}) wordt voorgesteld, terwijl de bewerkingen genoemd worden, bijvoorbeeld:
Bepaal een getal dat 306 kleiner is dan zijn kwadraat. 
Men schrijft direct op 
{\displaystyle x^{2}-x=306} waaruit volgt {\displaystyle x=18} of {\displaystyle x=-17.}

## Historisch
Het onderwijs beschouwde dit soort vraagstukken destijds bij uitstek geschikt als oefening tot logisch nadenken. In de hogere klassen van de lagere school (de voorloper van het huidige basisonderwijs) werden eenvoudige opgaven van deze aard geregeld aan de leerlingen voorgelegd; de oplossing geschiedde met behulp van rekenen. Maar gecompliceerder vraagstukken van dit type ontbraken ook niet op de schriftelijke eindexamens van het vervolgonderwijs. Vaak waren ze van het genre "inhalen en ontmoeten". Voorbeelden (ook de oplossingen volgen de destijds gebruikelijke theorie):
Twee lichamen A en B gaan elkander tegemoet uit twee plaatsen P en Q, die 6000 meter van elkaar verwijderd zijn. A vertrekt uit P 12 minuten later dan B uit Q, en de ontmoeting heeft plaats op de helft van den weg. A legt in 2 minuten 25 meter meer af dan B. Wordt gevraagd naar de snelheid per minuut van A en B. (Eindexamen HBS 5-jrg. cursus 1889).
De afgelegde weg is het product van snelheid en tijd. Stelt men de snelheid van A op {\displaystyle x} meter per minuut en diens tijd om 3000 meter af te leggen op {\displaystyle y} minuten, dan is de snelheid van B
{\displaystyle x-12{\tfrac {1}{2}}} meter per minuut en de bijbehorende tijd {\displaystyle y+12} minuten, zodat
{\displaystyle x\cdot y=3000,} dus {\displaystyle (x-12{\tfrac {1}{2}})(y+12)=3000}
waaruit volgt 
{\displaystyle x=-50} en {\displaystyle y=-60}
of 
{\displaystyle x=62{\tfrac {1}{2}}} en {\displaystyle y=48},
waarvan alleen de positieve waarden voldoen, zodat A een snelheid heeft van 62½ meter per minuut en B van 50 meter per minuut. 
Wil men alleen de snelheid uitrekenen, dan volstaat de vergelijking in alleen de onbekende {\displaystyle x}:
{\displaystyle {\frac {3000}{x}}+12={\frac {3000}{x-12{\tfrac {1}{2}}}}},
omgeschreven als de vierkantsvergelijking:
{\displaystyle 2x^{2}-25x-6250=0},
met de wortels {\displaystyle x=-50} en {\displaystyle x=62{\tfrac {1}{2}}}.
Een automobiel vertrekt uit A met een snelheid van 10 km per uur en legt elk volgend uur ¼ km meer af. Drie uur later vertrekt een tweede automobiel in dezelfde richting uit een plaats B, die 43¼ km verder dan A in die richting ligt. Deze legt het eerste uur 7 km af en elk volgend uur 2/3 km meer af. Hoeveel uur na het vertrek van de eerste zal de eene de andere inhalen? (Schr. Examen Acte Wiskunde L.O. 1903).
Hier wordt een beroep gedaan op de kennis van de rekenkundige rij, destijds rekenkundige reeks geheten. Als de auto uit A die uit B inhaalt, hebben beide dezelfde weg afgelegd gelijk aan de som van een rekenkundige reeks waarin n het aantal uren voorstelt dat ze onderweg zijn.
Voor A geldt
{\displaystyle S={\tfrac {1}{2}}n(10+10+(n-1)\cdot {\tfrac {1}{4}})}
en voor B geldt
{\displaystyle S={\tfrac {1}{2}}n(n-3)(7+7+(n-3-1)\cdot {\tfrac {2}{3}})+43{\tfrac {1}{4}}}
Deze sommen zijn aan elkaar gelijk, waaruit volgt dat {\displaystyle n=7} of {\displaystyle n=18.}
Dat betekent dat A na 7 uur B inhaalt, en B vervolgens A 18 uur na diens vertrek omdat de snelheid van B die van A gaat overtreffen. Een spreadsheettabel (waarover de examinandi destijds uiteraard niet konden beschikken) laat de onderlinge progressie duidelijk zien. Overigens reden automobielen ook in 1903 echt wat sneller dan 10 km per uur.
Een Fokker-machine vliegt van P naar Q en een Douglas-machine van Q naar P. De afstand PQ is 1650 km. De Douglas vliegt 45 km per uur meer dan de Fokker. Nadat de Fokker 4 uur gevlogen heeft, passeren ze elkaar en daarna hebben beide machines nog evenveel tijd nodig om hun eindpunt te bereiken. Bereken de snelheid per uur van elke machine. (Eindexamen Mulo-B 1943).
De vergelijking moet worden opgesteld voor het moment dat ze elkaar passeren, want dan hebben ze "nog evenveel tijd nodig om hun eindpunt te bereiken". De snelheid van de Fokker op {\displaystyle x} km per uur stellend, heeft deze afgelegd {\displaystyle 4x} km, en moet dus nog {\displaystyle 1650-4x} km. De Douglas moet in omgekeerde richting nog de weg afleggen die de Fokker al heeft afgelegd, dus {\displaystyle 4x} km, zijn snelheid is {\displaystyle x+45} km per uur. De Fokker doet daar {\displaystyle (1650-4x)} gedeeld door {\displaystyle x} uur over, de Douglas {\displaystyle 4x} gedeeld door {\displaystyle x+45} uur, zodat de vergelijking wordt:
{\displaystyle {\frac {1650-4x}{x}}={\frac {4x}{x+45}}}
waaruit volgt dat {\displaystyle x} gelijk is aan 225 of −41¼, waarvan alleen 225 bruikbaar is, zodat de Fokker 225 km per uur en de Douglas 270 km per uur vliegt.